# Almut Ilsen
Almut Ilsen (* 23. September 1950 in Jena) ist eine deutsche  wissenschaftliche Bibliothekarin, Fotografin und Bürgerrechtlerin. Sie gehörte in den 1980er Jahren der Opposition in der DDR an. 1982 war sie Mitgründerin der Frauen für den Frieden in Ost-Berlin.

## Leben und Wirken
Almut Ilsen studierte von 1969 bis 1973 an der Friedrich-Schiller-Universität Jena Chemie und zog 1975 nach Ost-Berlin. Hier arbeitete sie ab 1976 an der Deutschen Staatsbibliothek als Fachreferentin für Naturwissenschaften, ab 1991 an der Staatsbibliothek zu Berlin, von 2000 bis 2016 dann im Haus Potsdamer Straße. In den Jahren 1981 bis 1983 hatte sie ein postgraduales Studium der Bibliothekswissenschaften an der Humboldt-Universität zu Berlin absolviert.
1982 gründete sie die staats- und kirchenunabhängige Gruppe „Frauen für den Frieden“ mit, eine der ersten größeren Oppositionsgruppen in der DDR. 1989 war sie an der Gründung des EWA-Frauenzentrums in Berlin-Prenzlauer Berg beteiligt.
Bereits seit ihrer Jugend fotografiert sie, seit den 1990er Jahren vorwiegend Natur, Landschaften, Stillleben und Architektur. Seit 2017 widmet sie sich zudem der Scanografie von Pflanzen. Sie bestritt mit ihren Werken mehrere Ausstellungen.
2019 gab sie ein Buch über die „Frauen für den Frieden / Ost-Berlin“ zusammen mit Ruth Leiseworitz heraus, das Beiträge von ihr und 17 weiteren Frauen enthält.

## Veröffentlichungen
- Almut Ilsen, Ruth Leiserowitz (Hrsg.): Seid doch laut! Die Frauen für den Frieden in Ost-Berlin. Fotos von Tina Bara. Ch. Links, Berlin 2019, ISBN 978-3-96289-065-0 (Suche nach Almut Ilsen im Scan; Kurzvita und Porträt S. 303 in der Google-Buchsuche; Angaben aus der Verlagsmeldung).